# Chino Moreno
Chino Moreno (* 20. června 1973 Sacramento, Kalifornie, USA), narozený jako Camillo Wong Moreno, je americký hudebník, který se proslavil především jako zpěvák skupiny Deftones. V kapele taky působí jako textař a doprovodný kytarista. Je rovněž členem side-project kapel Team Sleep, Crosses, Palms. Moreno je známý pro svůj tenorový hlas a výrazné screamy (křiky). V roce 2007 se umístil na 51. místě v žebříčku „Top 100 Metal Vocalists of All Time" od Hit Paraderu.
Moreno se narodil v Sacramentu v Kalifornii jako druhé z pěti dětí. Jeho matka je mexického a čínského původu a jeho otec je Mexičan. Přezdívka „Chino“ je španělský výraz pro Číňany, zkrácený z „Chinito“ (malý Číňan), což je přezdívka, kterou mu jako dítěti dali jeho strýcové, protože vypadal převážně jako Asiat, zatímco většina Mexičanů jsou mestici. Studoval na McClatchy High School, kde se setkal s Abe Cunninghamem a Stephenem Carpenterem, se kterými v roce 1988 založil Deftones.
Moreno dnes žije u jezera Oswego v americkém Oregonu.[zdroj⁠?!] V letech 1997 až 2006 byl ženatý s Celeste Schroederovou, se kterou měl dvě děti. Od roku 2012 je jeho manželkou Risa Mora-Moreno a mají spolu dceru.